# Edward Brygiewicz
Edward Brygiewicz – konsul honorowy Salwadoru w latach 30. II Rzeczypospolitej (exequatur od 14 maja 1935, konsulat honorowy mieścił się przy ul. Hortensji 6 w Warszawie, a po przemianowaniu przy ul. Wojciecha Górskiego 6), następnie przy ul. Widok 3.
Podczas okupacji niemieckiej w 1941 został aresztowany, był oskarżony o wydawanie paszportów zagranicznym Żydom mieszkającym poza gettem. Po dłuższym pobycie na Pawiaku zwolniony.
Jego brat Julian był konsulem honorowym Meksyku w RP i działał pod tym samym adresem w Warszawie. Był żonaty z Konstantą. Oboje zamieszkiwali przy ul. Boduena 4.